# 我らひとしくギャルゲヒロイン
『我らひとしくギャルゲヒロイン』（われらひとしくギャルゲヒロイン）は、じゅうあみによる日本の漫画作品。『月刊コンプエース』（角川書店）にて代原として不定期掲載された。略称は『わロイン』。タイトルの由来は宮沢賢治の詩「われらひとしく丘に立ち」。

## 概要
『月刊コンプエース』2015年6月号・7月号に読み切りとして掲載。当初は25ページ一挙掲載の予定だったが、誌面の都合上前後編に分けて掲載された。その後も代原としてほぼ毎号掲載され、実質的に連載の扱いとなっている。アンケートの人気は高くなかったが、ComicWalkerで話題ランキング1位を記録。そこでTwitterでのリツイート機能を用いて単行本化キャンペーンを行い、予告どおり1000RTを記録。これが評価され、2016年5月26日に単行本が発売された。なおこの単行本には巻数が記載されておらず、売上不振ならば即打ち切られることが決定している。
2016年4月5日よりヤングエースUPにて、ソーシャルゲームを題材としたスピンアウト作品『我らひとしくソシャゲヒロイン』が連載された。

## あらすじ
ゲーム内のバグにより、自分がギャルゲーの攻略ヒロインであると認識してしまった4人は、主人公の攻略を妨害し、自らの人生を歩むために努力する。

## 登場人物
朝比奈 勇太（あさひな ゆうた）
ゲームの主人公。様々なヒロインを攻略するために何度も周回プレイをする。選択肢の選び方が下手。
姫宮 花凛（ひめみや かりん）
【幼なじみ】。バグ持ちヒロインの1人。ゲーム世界にまだ上手く適応できていない。ツンデレ。
『ソシャゲヒロイン』では「元気」属性。
朝比奈 小桃（あさひな こもも）
【義妹】。バグ持ちヒロインの1人。天然だが、家庭崩壊を心配するなど妙に現実的な面も見せる。
『ソシャゲヒロイン』では「あざとい」属性。
望月 楓（もちづき かえで）
【委員長】。バグ持ちヒロインの1人。放課後はファミレスでバイトをしている。料理が下手。
『ソシャゲヒロイン』では「クール」属性。
仲島 聖（なかじま ひじり）
【親友】。バグ持ちの1人。男の恰好をしているが実は女であり、主人公の実の妹。親友キャラとしてヒロインの居場所や好感度などを知ることができる。
『ソシャゲヒロイン』では「ニッチ」属性。

## 世界観
ドキドキ学園♥すとろべりぃぱらだいす
作品の舞台となるギャルゲー。略称は『ドキ学』。
ドキドキ学園♥パズルDEきゅんっ！
上記の作品のソーシャルゲーム版。略称は『パズきゅん』。

## 書誌情報
- じゅうあみ『我らひとしくギャルゲヒロイン』KADOKAWA〈角川コミックス・エース〉全2巻
  1. 『我らひとしくギャルゲヒロイン』、2016年5月26日初版第1刷発行（同日発売）、ISBN 978-4-04-104148-2
  2. 『我らあらぶるギャルゲヒロイン』、2018年2月10日初版第1刷発行（同日発売）、ISBN 978-4-04-106387-3